# Питсбург (Калифорнија)
Питсбург (енгл. Pittsburg) град је у америчкој савезној држави Калифорнија. По попису становништва из 2010. у њему је живело 63.264 становника.

## Демографија
Према попису становништва из 2010. у граду је живело 63.264 становника, што је 6.495 (11,4%) становника више него 2000. године.
| Група             | 2000.          | 2010.          |
| Белци             | 17.697 (31,2%) | 12.684 (20,0%) |
| Афроамериканци    | 10.724 (18,9%) | 11.187 (17,7%) |
| Азијати           | 7.179 (12,6%)  | 9.891 (15,6%)  |
| Хиспаноамериканци | 18.287 (32,2%) | 26.841 (42,4%) |
| Укупно            | 56.769         | 63.264         |